# Thad Cochran
William Thad Cochran (7. december 1937 i Pontotoc, Mississippi - 30. maj 2019) var en amerikansk politiker, der er valgt for Republikanerne.
Cochran blev bachelor i psykologi med sidefag i statskundskab fra University of Mississippi i 1959 og tog en kandidatuddannelse i jura samme sted i 1965. Fra 1959 til 1961 gjorde han tjeneste i den amerikanske flåde.
Han begyndte sin poltiiske karriere allerede i ungdommen, hvor han var medlem af Demokraterne, men i 1960'erne skiftede han til Republikanerne. I 1973 blev han medlem af Repræsentanternes Hus. Her sad han til 1978, hvor han blev senator for Mississippi.
Han blev i april 2006 kåret til en af de ti bedste senatorer af magasinet TIME.
Ved midtvejsvalget i 2014 blev han genvalgt som senator for en periode på yderligere seks år. 1. april 2018 udtrådte han af Senatet af helbredsgrunde.